# 新乡工程学院
新乡工程学院是位于中国河南省新乡市的一所全日制民办普通高校，由新乡市新投实业有限公司举办。学校在2003年创办，曾用名河南科技学院新科学院，2021年更名新乡工程学院。学校占地面积约22万平方千米，共有南、北、科技园三个校区。下设12个教学学院，本科专业43个，专科专业10个。